# Caduceu

Caduceul

Un caduceu (kērúkeion, transliterație din limba greacă, „bagheta, sau toiagul mesagerului”) este toiagul purtat de Hermes în mitologia greacă, prin urmare de Hermes Trismegistus în mitologia greco-egipteană. Același toiag era purtat de curieri în general, spre exemplu de Iris, mesagerul Herei. Acesta este un baston (tijă) de lungime redusă, înconjurat de două serpente, care, în reprezentările grafice mitologice, este uneori înaripat, iar serpentele au aspectul unor șerpi. În iconografia romană, acesta este uneori reprezentat ca purtat în mâna stângă de Mercur, mesagerul zeilor (în mitologia greco-romană), călăuza morților (în mitologia greacă) și protector al mercantiliștilor, păstorilor, cartoforilor, mincinoșilor și hoților.
În Antichitate a fost un simbol astrologic al comerțului, iar în mitologia tradițională greacă este asociat cu zeul grec Hermes, mesagerul zeilor, cel care îi conducea pe morți spre Hades și este protectorul comercianților și hoților. La greci a fost inițial un baston heraldic, uneori cu aripi, la care se adăugau două panglici de lână. Părerea lui Karl Otfried Müller, că panglicile au evoluat spre șerpi, a fost împărtășită de mai multe generații de mitografi conservatori, deși Jane Ellen Harrison a descoperit că Hermes a avut inițial formă de șarpe, și că șerpii erau un component esențial al caduceului, deși nu cunoștea legăturile cu Orientul Apropiat.